# Bertolanius
Genre
Synonymes
- Amphibolus Bertolani, 1981 nec Klug, 1830

Bertolanius est un genre de tardigrades de la famille des Eohypsibiidae.

## Liste des espèces
Selon Degma, Bertolani et Guidetti, 2016 :
- Bertolanius birnae Hansen, Kristensen, Bertolani & Guidetti, 2016
- Bertolanius mahunkai (Iharos, 1971)
- Bertolanius markevichi (Biserov, 1992)
- Bertolanius nebulosus (Dastych, 1983)
- Bertolanius portucalensis Fontoura, Pilato, Lisi & Morais, 2009
- Bertolanius smreczynskii (Węglarska, 1970)
- Bertolanius volubilis (Durante Pasa & Maucci, 1975)
- Bertolanius weglarskae (Dastych, 1972)

## Étymologie
Ce genre est nommé en l'honneur de Roberto Bertolani.

## Publications originales
- Özdikmen, 2008 : Bertolanius nom. nov., a replacement name for the genus Amphibolus Bertolani, 1981 (Tardigrada: Parachela) with type species designation. Munis Entomology & Zoology, vol. 3, no 1, p. 330-332 (texte intégral).
- Bertolani, 1981 : The taxonomic position of some eutardigrades. Bollettino di Zoologia, vol. 48, no 2, p. 197-203